# 千屋菊次郎
千屋 菊次郎（ちや きくじろう、天保8年8月6日（1837年9月5日） - 元治元年7月21日（1864年8月22日））は幕末の尊王攘夷運動家。千屋金策は弟、千屋熊太郎は従弟に当たる。名は孝健、通称は菊次郎、栄。身長が6尺余り（約180センチメートル以上）もある偉丈夫であった。

## 概要
土佐国安芸郡和食村（現・高知県安芸郡芸西村和食）の庄屋・千屋孝則の三男として生まれ、嘉永2年（1849年）に父の赴任にしたがって高岡郡半山郷（現・高知県津野町）に移る。
万延元年（1860年）に大坂に上って藤沢東畡から漢学を学び、翌文久元年（1861年）に伊勢に移って土井聱牙の塾にて学んだ。同年冬には土佐に帰り、武市瑞山らが結成した土佐勤王党に参加する。文久2年（1862年）に武市らと上京して尊攘派の運動に携わり、同年9月23日の江州石部事件や、11月16日の多田帯刀の暗殺にも関与したとされる。
文久3年（1863年）8月に土佐に戻るが、宮部鼎蔵と書状で交流を持ち、同年9月22日夜に上岡胆治・那須俊平・松山深蔵らと共に脱藩し、長州に渡る。周防国三田尻の招賢閣において諸藩の尊攘派と活動に当たり、七卿の護衛も行なった。三条実美の命により清岡公張と共に水戸にも赴いている。元治元年（1864年）の禁門の変の際は長州藩の忠勇隊に所属し、境町御門付近にて薩摩藩・会津藩の兵と交戦した。その後は天王山に逃れ、真木保臣ら16人と共に自害した。
明治24年（1891年）12月17日、従四位を追贈された。